# 王朝時代
王朝時代（おうちょうじだい）は、日本の歴史における時代区分で、天皇が政治の実権を握っていた時代を指す。

## 意味
古墳時代、飛鳥時代、奈良時代、平安時代、狭義では平安時代の言い換えとして用いられる例が多い。鎌倉時代から江戸時代までの武家政権の時代（武家時代）と対比して、天皇の治める「王朝」、すなわち朝廷が政治の実権を持っていたことに由来する名称である。
天皇政権と武家政権の対立構造というニュアンスを伴っているが、鎌倉時代以後にも天皇政権（即ち朝廷）が存在して一定の影響力を持っていた点（→征夷大将軍、元号）や、執権北条家（鎌倉幕府）や足利将軍家（室町幕府）や徳川将軍家（江戸幕府）がそれぞれ幕府という「王朝」の家筋であった点にも注意を要する。従って、鎌倉幕府成立前に天皇が政治の実権を握っていた時代が「王朝時代」ということになる。
日本の文化史的な時代区分として、主として朝廷を舞台として栄えた平安時代の国風文化を特に強調する場合、これが専ら行われた期間を指すこともある。この場合には、平安中期（10世紀以降）から平氏政権期まで、もしくは下限を院政期以前とする。藤原氏を中心とする貴族文化の特色を言うための語である。
戦後において10世紀から11世紀の国家体を、律令制とは異なる王朝国家とする王朝国家論が唱えられるようになった。しかし、王朝時代という語が意図している「天皇が政治の実権を握っていた時代」という意味では律令制時代も含まれるために、王朝国家の指す時代的概念が異なる点に注意を要する。